# 昭和39年台風第20号
昭和39年台風第20号（しょうわ39ねんたいふうだい20ごう、国際名：ウィルダ/Wilda）は、1964年（昭和39年）9月24日に九州に上陸し、日本列島を縦断して大きな被害を出した台風である。

## 概要

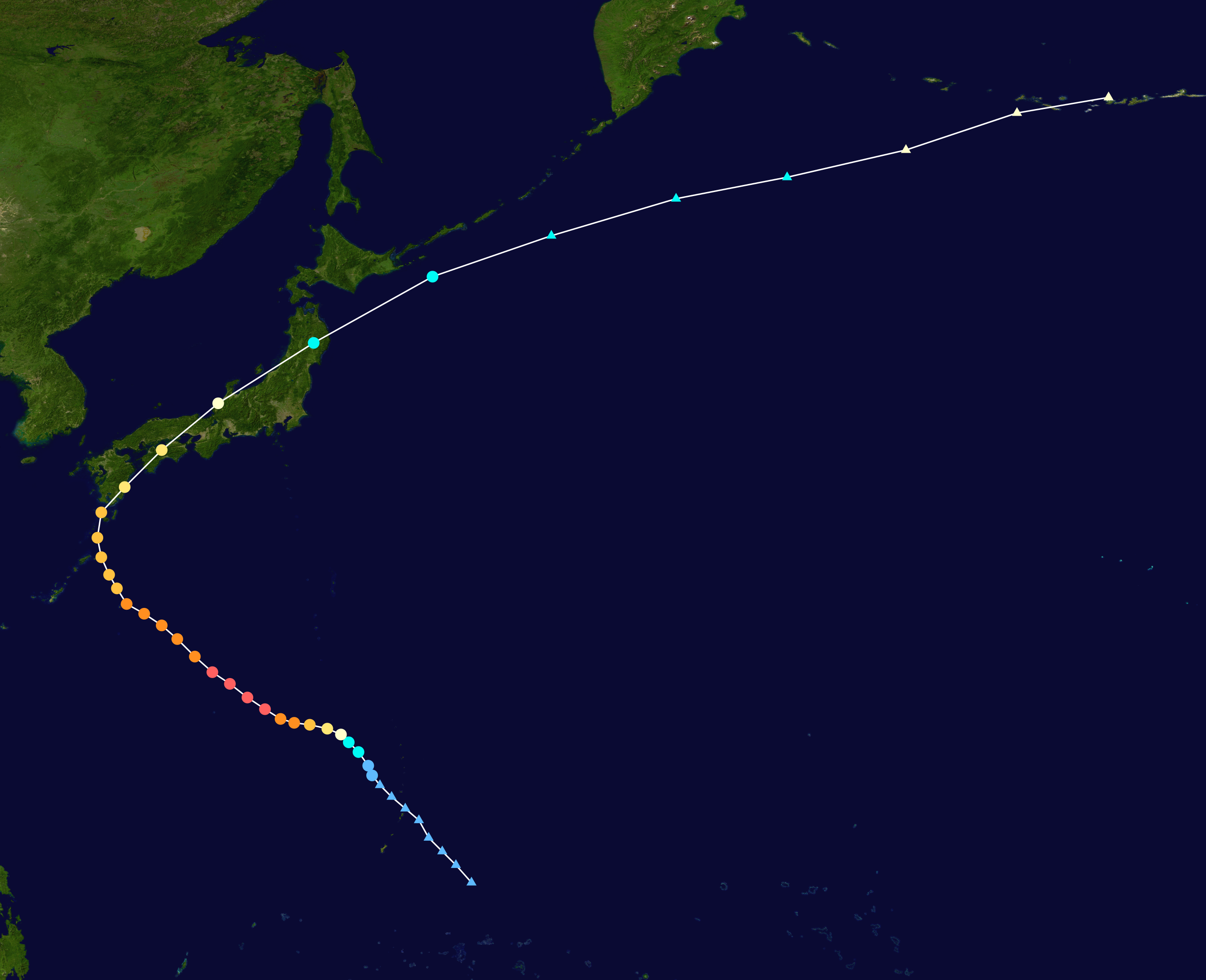
進路図

1964年9月17日3時、北緯11度7分・東経149度3分地点で熱帯低気圧が発生し、19日15時に台風20号へと昇格した。台風は急速に勢力が強まり、20日9時から21日9時までのわずか24時間に、中心気圧が975mb（hPa）から900mbと、75mbも低下した。21日12時、飛行機による観測では中心気圧897hPaとなっていた。台風はさらに発達し、21日15時には895hPaにまで気圧が低下し、最盛期を迎えた。その後も勢力はあまり衰えず、920～930mbの気圧を維持して北西に進み、23日ごろから進路を北に変え始め、24日3時～6時頃に、中心気圧930mbで鹿児島県屋久島付近を通過した。そして24日9時ごろ、遂に鹿児島県霧島市付近に上陸。上陸時の気圧は依然として930mbであった。台風はその後速度を速めて北東に進み、15時には940mbという気圧で高知県宿毛町付近に再上陸した。そしてさらに加速して瀬戸内海から若狭湾へ抜け、仙台の北方から三陸沖に達し、26日3時に北緯45度・東経155度地点で温帯低気圧へと変わった。
台風の影響で、愛媛県の宇和島では72.3m/s以上の最大瞬間風速を記録し、これは台風として観測史上第7位にあたる記録である。この台風は進行速度が速く、上陸時も950mb台の気圧を維持していたことから、台風の進路の東側に当たった兵庫県西宮市や相生市などでは、高潮によって住宅が浸水被害を受けるなど、全国で死者・行方不明者56人、浸水・損壊家屋110,000棟以上という大きな被害がもたらされた。また、台風の発生位置や最盛期の位置・値などが伊勢湾台風と類似していたため、本土に接近した頃にはマスコミも大きく取り上げた。また、当時は東京オリンピックの開催を10月に控えていたため、その中でのこの台風の襲来は、オリンピック開催への影響が懸念された。

## 被害・記録
被害
- 死者47人・行方不明者9人・負傷者530人[3]
- 建物被害：131,736 戸
- 耕地被害: 16,326 ha

記録
- 最大瞬間風速: 72.3 m/s（宇和島）
- 最大風速：50.2 m/s（屋久島）
- 最低海面気圧：944.2hPa（屋久島）

| 順位     | 名称                               | 国際名   | 中心気圧（hPa） | 上陸日時                        | 上陸地点     |
| -------- | ---------------------------------- | -------- | --------------- | ------------------------------- | ------------ |
| 1        | 第2室戸台風 （昭和36年台風第18号） | Nancy    | 925             | 1961年（昭和36年）9月16日 9時   | 室戸岬西方   |
| 2        | 伊勢湾台風 （昭和34年台風第15号）  | Vera     | 929             | 1959年（昭和34年）9月26日 18時  | 潮岬西方     |
| 3        | 平成5年台風第13号                  | Yancy    | 930             | 1993年（平成5年）9月3日 16時    | 薩摩半島南部 |
| 4        | ルース台風 （昭和26年台風第15号）  | Ruth     | 935             | 1951年（昭和26年）10月14日 19時 | 串木野市付近 |
| 5        | 令和4年台風第14号                  | Nanmadol | 940             | 2022年（令和4年）9月18日 19時   | 鹿児島市付近 |
| 5        | 平成3年台風第19号                  | Mireille | 940             | 1991年（平成3年）9月27日 16時   | 佐世保市南   |
| 5        | 昭和46年台風第23号                 | Trix     | 940             | 1971年（昭和46年）8月29日 23時  | 佐多岬       |
| 5        | 昭和40年台風第23号                 | Shirley  | 940             | 1965年（昭和40年）9月10日 8時   | 安芸市付近   |
| 5        | 昭和40年台風第15号                 | Jean     | 940             | 1965年（昭和40年）8月6日 4時    | 牛深市付近   |
| 5        | 昭和39年台風第20号                 | Wilda    | 940             | 1964年（昭和39年）9月24日 17時  | 佐多岬       |
| 5        | 昭和30年台風第22号                 | Louise   | 940             | 1955年（昭和30年）9月29日 22時  | 薩摩半島     |
| 5        | 昭和29年台風第5号                  | Grace    | 940             | 1954年（昭和29年）8月18日 2時   | 鹿児島県西部 |
| （参考） | 室戸台風                           |          | 911.6           | 1934年（昭和9年）9月21日        | 室戸岬西方   |
| （参考） | 枕崎台風 （昭和20年台風第16号）    | Ida      | 916.3           | 1945年（昭和20年）9月17日       | 枕崎町付近   |

| 順位 | 名称                                 | 国際名  | 最大 瞬間 風速 （m/s） | 風向   | 観測年月日                | 観測地点                    |
| ---- | ------------------------------------ | ------- | ---------------------- | ------ | ------------------------- | --------------------------- |
| 1    | 第2宮古島台風 （昭和41年台風第18号） | Cora    | 85.3                   | 北東   | 1966年（昭和41年）9月5日  | 宮古島 （沖縄・気象官署）   |
| 2    | 第2室戸台風 （昭和36年台風第18号）   | Nancy   | 84.5                   | 西南西 | 1961年（昭和36年）9月16日 | 室戸岬 （高知・気象官署）   |
| 3    | 平成27年台風第21号                   | Dujuan  | 81.1                   | 南東   | 2015年（平成27年）9月28日 | 与那国島 （沖縄・気象官署） |
| 4    | 第3宮古島台風 （昭和43年台風第16号） | Della   | 79.8                   | 北東   | 1968年（昭和43年）9月22日 | 宮古島 （沖縄・気象官署）   |
| 5    | 昭和45年台風第9号                    | Wilda   | 78.9                   | 東南東 | 1970年（昭和45年）8月13日 | 名瀬 （鹿児島・気象官署）   |
| 6    | 昭和40年台風第23号                   | Shirley | 77.1                   | 西南西 | 1965年（昭和40年）9月10日 | 室戸岬 （高知・気象官署）   |
| 7    | 枕崎台風 （昭和20年台風第16号）      | Ida     | 75.5                   | 南南東 | 1945年（昭和20年）9月17日 | 細島 （宮崎・燈台）         |
| 8    | 平成15年台風第14号                   | Maemi   | 74.1                   | 北     | 2003年（平成15年）9月11日 | 宮古島 （沖縄・気象官署）   |
| 9    | 昭和31年台風第12号                   | Emma    | 73.6                   | 南     | 1956年（昭和31年）9月8日  | 那覇 （沖縄・気象官署）     |
| 10   | 昭和39年台風第20号                   | Wilda   | > 72.3                 | 西     | 1964年（昭和39年）9月25日 | 宇和島 （愛媛・気象官署）   |

## その他
NHKが1964年に放送したドキュメンタリー「現代の映像」第27集「台風地帯」において、本台風が直撃した地域の住民や漁師、自治体などの台風との戦いや、鹿児島地方気象台に勤務する予報官たちの、観測設備が整っていない状況下での予報作成における苦悩などが取り上げられている。